# 김병회
김병회(金秉會, 1916년/1917년 9월 17일 ~ 1987년 10월 15일)는 대한민국의 정치인이다.
소학교를 졸업하고, 보통문관시험에 합격하였다. 이어서, 조선변호사시험에 합격하고 조선일보사 목포지국장, 대한독립촉성 전국청년연맹 목포지부 부위원장, 대한독립촉성국민회 목포지부 조직부장, 대한노총 목포지부 총무부장, 목포일보사 편집장을 지냈다.

## 역대 선거 결과
| 실시년도 | 선거   | 대수 | 직책     | 선거구      | 정당   | 득표수   | 득표율          | 순위 | 당락 | 비고 |
| -------- | ------ | ---- | -------- | ----------- | ------ | -------- | --------------- | ---- | ---- | ---- |
| 1948년   | 총선   | 1대  | 국회의원 | 전남 진도군 | 무소속 | 13,032표 | \| \| 55.43% \| | 1위  |      | 초선 |
|          | 55.43% |      |          |             |        |          |                 |      |      |      |

## 참고자료
- 김병회 - 대한민국헌정회
- 《대한민국 의정총람》, 국회의원총람발간위원회, 1994년